# کاتون (ورانگه)
کاتون (به صربی: Katun) یک منطقهٔ مسکونی در صربستان است که در ناحیه پچینیا واقع شده‌است. کاتون ۴۳۲ نفر جمعیت دارد.